# Donne-moi des ailes
Donne-moi des ailes (titulada Volando juntos en Hispanoamérica) es una película de aventuras francesa dirigida por Nicolas Vanier, estrenada en 2019. La película está inspirada en la historia real de Christian Moullec, el hombre que vuela con pájaros, cisnes, grullas, gansos y ocas.Christian Moullec es el precursor del vuelo ultraligero con aves en Europa, desde 1995.
Nicolas Vanier escribió un libro y una historieta adaptada de la película.
Se presentó en un avance en el festival de cine francófono de Angulema en 2019.

## Argumento

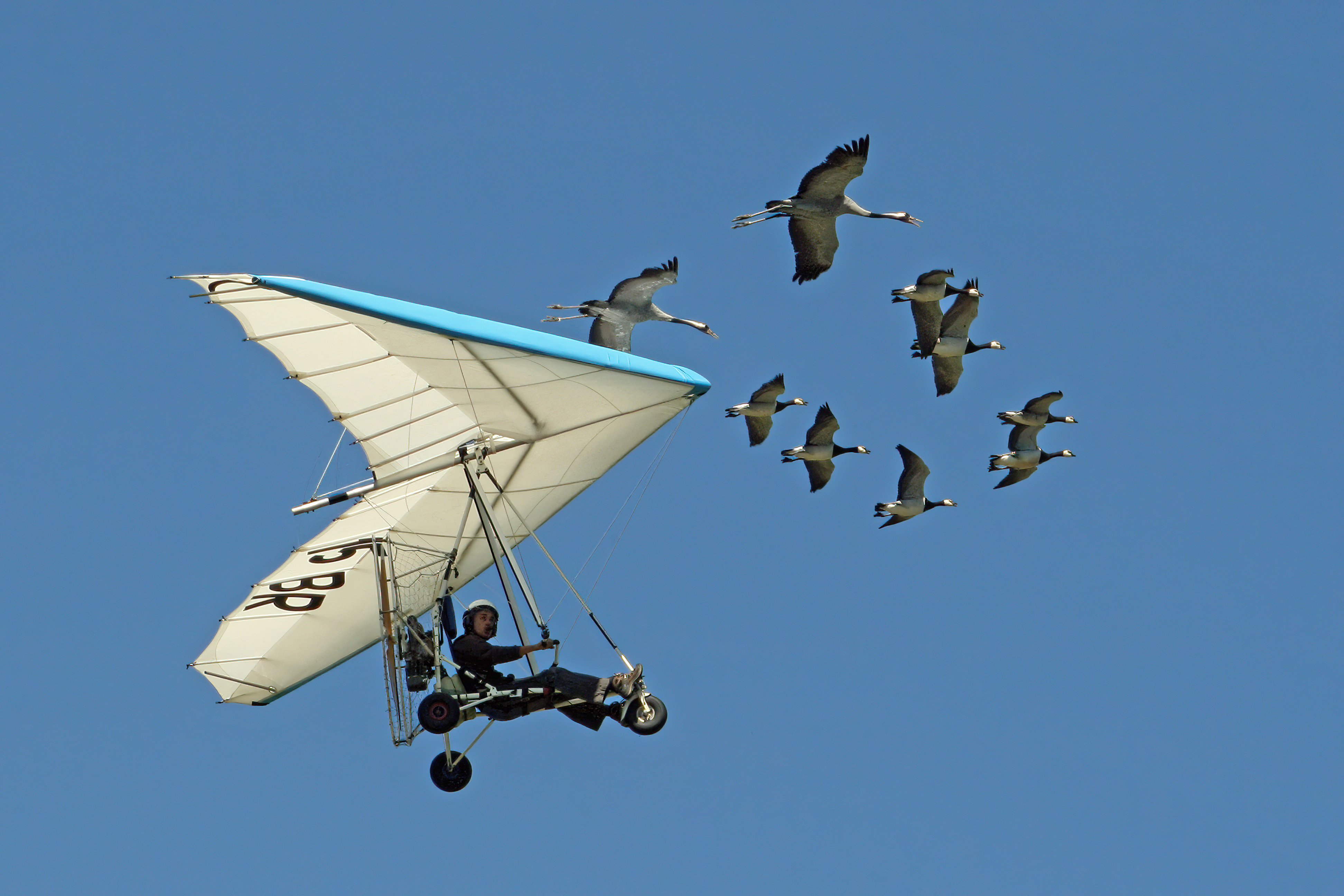
Christian Moullec, el ornitólogo que inspiró el guion de la película.

Christian es un científico visionario, especialista en gansos salvajes. Thomas, su hijo de 14 años, se ve obligado a pasar vacaciones con su padre porque su madre no puede cuidar de él. Para este adolescente obsesionado con los videojuegos, esta estancia en el campo promete ser una auténtica pesadilla. Sin embargo, se acercará más a su padre y se unirá a su loco proyecto: salvar a los gansos pigmeos, una especie de ganso en peligro de extinción, guiándolos desde un ultraligero para enseñarles una nueva ruta migratoria menos peligrosa que la que adoptan normalmente. Este es el comienzo de un viaje desde Noruega, su lugar de anidación, hasta el sur de Francia.

## Ficha técnica
Salvo donde se indique lo contrario, la información es extraída de la base de datos de Unifrance.
- Título original : Donne-moi des ailes
- Título internacional: Spread Your Wings
- Realización: Nicolás Vanier
- Guion: Christian Moullec y Matthieu Petit
- Adaptación y diálogos: Lilou Fogli y Nicolas Vanier
- Música: Armand Amar
- Decoraciones: Sébastien Birchler
- Trajes: Adélaïde Gosselin
- Efectos visuales digitales: Distrito digital (París)
- Fotografía: Éric Guichard
- Sonido: Emmanuel Hachette
- Montaje: Raphaële Urtin
- Producción: Thierry Desmichelle, Rémi Jimene, Clément Miserez y Matthieu Warter
- Empresas productoras: Radar Films y SND Groupe M6 ; France 2 Cinéma (coproducción)
- Empresas distribuidoras: SND Groupe M6 (Francia), Belga Films (Bélgica), AZ Films (Quebec)
- País natal:  Francia
- Idioma original: Francés
- Formato: color
- Género: aventuras
- Duración: 113 minutos[4]
- Fechas de lanzamiento:
  - Francia: 25 de agosto de 2019[4] - 9 de octubre de 2019 (en salas)
  - Bélgica: 23 de octubre de 2019

## Reparto
- Jean-Paul Rouve : Christian
- Luis Vázquez : Tomás
- Melanie Doutey : Paola
- Lilou Fogli : Diane
- Frédéric Saurel : Bjorn
- Gregorio Baquet : Julián
- Dominique Piñón : Pichon
- Philippe Magnan : Ménard
- Jean-Pierre Pernaut : él mismo
- Laurent Delahousse : él mismo

## Producción
El rodaje tuvo lugar en la Camarga, concretamente en Grau-du-Roi, a principios de junio de 2018. Tras una polémica sobre la pérdida de quinientos huevos de flamenco rosa, provocada por varios pasos a baja altitud de un ultraligero sobre las marismas de Aigues-Mortes, y por la que se presentó una denuncia, el rodaje se reanudó en la Bahía de Somme, en las marismas a orillas del Oise, en Noruega en verano y en Picardía durante el invierno siguiente.

## Recepción
Con 1 436 402 entradas vendidas, es la película 35º de 2019 en términos de asistencia en Francia.